# 肯尼思·莫兰
肯尼思·莫兰（英語：Kenneth Moran，约1919年—1946年6月13日），新西兰男子拳击运动员。他曾代表新西兰参加1938年大英帝国运动会拳击比赛，获得男子羽量级铜牌。